# パトリック・エムボマ
パトリック・エムボマ（Henri Patrick Mboma Dem, 1970年11月15日 - ）は、カメルーン出身の元同国代表サッカー選手。
本来の発音は唇を閉じて「ンボマ」とするのが正しいが、フランスで過ごしていた時代に誤って「M'boma」と綴られたため「エムボマ」と呼ばれるようになったとされる。

## 経歴
カメルーンのドゥアラで生まれるが、2歳の時に家族と共にフランスに移住したためフランスとの2重国籍。そのため、EU圏内では外国人選手扱いにならなかった。代表ではカメルーン代表を選択した。
パリのスタード・ドゥレスト(Stade de l'Est Pavillonnais)でキャリアをスタート、後にパリ・サンジェルマンFCに移籍。しかしレンタル移籍を繰り返し、あまり出場機会に恵まれなかった。1993-94シーズンには3部リーグのLBシャトールーに貸し出され、ここでは29試合出場17得点と活躍。1995-96シーズンには1部リーグのFCメスに貸し出される。
1997年にJリーグのガンバ大阪に移籍。圧倒的な身体能力とシュート力で、強烈な存在感を示し、ガンバ在籍時には「浪速の黒豹」と呼ばれていた。開幕戦となった4月12日のベルマーレ平塚戦でJリーグデビュー、浮き球を巧みにコントロールして相手をかわし、強烈なボレーで初ゴールを決めた。4月16日の横浜マリノス戦、4月19日の清水エスパルス戦と、開幕から3試合で4ゴールを決めるなど、年間28試合出場25得点の活躍でJリーグ得点王を獲得した。また同年のJリーグオールスターサッカーでもハットトリックを決めた。翌、1998年4月18日の柏レイソル戦ではハットトリックを達成した。カメルーン代表でもエースとしてフランスW杯・アフリカ予選で活躍し、出場権獲得に貢献。しかし1998年に行われた本大会ではチーム事情により第1戦、2戦に守備的ボランチとして起用された。本来のFWに戻されたグループリーグ第3戦のチリ戦でヘッドによる得点を決めたものの、チームは2分け1敗のグループ最下位で敗退した。
1998-99シーズンからは再びヨーロッパに舞台を移し、イタリア・セリエAのカリアリやパルマ、イングランド・プレミアリーグのサンダーランドでもプレーした。1999-00シーズンのコッパ・イタリアでは6ゴールを挙げて大会得点王になるなど、一定の活躍は見せたものの、本領を発揮することはできなかった。しかし、カメルーン代表としては着々とキャリアを積み、2000年にはシドニーオリンピックにオーバーエイジで出場し、4ゴールを決めて優勝に導き、アフリカ年間最優秀選手賞も受賞した。代表の兄貴分として、サミュエル・エトオをはじめ選手にも慕われた。
2002年FIFAワールドカップ日韓大会にも出場。しかし、直前に両足踵を痛めてしまい、本来の動きを取り戻せないまま、アイルランド戦での1ゴールのみ、チームは1次リーグ敗退に終わった。2003年からはJリーグの東京ヴェルディ1969でプレー。今度は公募により制定された愛称「ボマちゃん」で親しまれた。2003年7月16日 予選Aグループ/第6節 ジュビロ磐田戦ではハットトリックを決めた。
2004年のアフリカ選手権では得点王を獲得。2004年シーズンは膝の古傷が完治せず、途中出場が続くようになり、結局、ヴェルディを退団し、ヴィッセル神戸に移籍するものの、度重なる故障のため最後まで本来の輝きを取り戻せなかった。同年8月29日、2ndステージ第3節のアルビレックス新潟で決めたゴールは現役最後のゴールとなった。
2005年故障のため4試合出場0得点に終わり、5月16日に現役を引退した。Jリーグでは通算79試合48ゴール、Jリーグカップでは13試合11ゴールの成績を残した。
現在は、カメルーン代表のアドバイザーを経て、実業家として会社を経営。また、2008年1月にはMF鈴木規郎がフランスのクラブチーム、アンジェに短期留学した際のコーディネイターを務めるなど、FIFA公認代理人としての活動もしている。
2010年9月、2022 FIFAワールドカップを日本で開催するための「招致アンバサダー」に就任した。

## 個人成績
| 国内大会個人成績 | 国内大会個人成績 | 国内大会個人成績 | 国内大会個人成績 | 国内大会個人成績 | 国内大会個人成績            | 国内大会個人成績 | 国内大会個人成績 | 国内大会個人成績 | 国内大会個人成績 | 国内大会個人成績 | 国内大会個人成績 |
| 年度             | クラブ           | 背番号           | リーグ           | リーグ戦         | リーグ戦                    | リーグ杯         | リーグ杯         | オープン杯       | オープン杯       | 期間通算         | 期間通算         |
| 年度             | クラブ           | 背番号           | リーグ           | 出場             | 得点                        | 出場             | 得点             | 出場             | 得点             | 出場             | 得点             |
| フランス         | フランス         | フランス         | フランス         | リーグ戦         | リーグ戦                    | F・リーグ杯      | F・リーグ杯      | フランス杯       | フランス杯       | 期間通算         | 期間通算         |
| ---------------- | ---------------- | ---------------- | ---------------- | ---------------- | --------------------------- | ---------------- | ---------------- | ---------------- | ---------------- | ---------------- | ---------------- |
| 1990-91          | パリSG           |                  | アン             | 0                | 0                           |                  |                  |                  |                  |                  |                  |
| 1991-92          | パリSG           |                  | アン             | 0                | 0                           |                  |                  |                  |                  |                  |                  |
| 1992-93          | シャトールー     |                  | ドゥ             | 19               | 5                           |                  |                  |                  |                  |                  |                  |
| 1993-94          | シャトールー     |                  | 全国             | 29               | 17                          |                  |                  |                  |                  |                  |                  |
| 1994-95          | パリSG           |                  | アン             | 8                | 1                           |                  |                  |                  |                  |                  |                  |
| 1995-96          | メス             |                  | アン             | 17               | 4                           |                  |                  |                  |                  |                  |                  |
| 1996-97          | パリSG           |                  | アン             | 8                | 1                           |                  |                  |                  |                  |                  |                  |
| 日本             | 日本             | 日本             | 日本             | リーグ戦         | リーグ戦                    | リーグ杯         | リーグ杯         | 天皇杯           | 天皇杯           | 期間通算         | 期間通算         |
| 1997             | G大阪            | 9                | J                | 28               | 25                          | 5                | 4                | 1                | 0                | 34               | 29               |
| 1998             | G大阪            | 9                | J                | 6                | 4                           | -                | -                | -                | -                | 6                | 4                |
| イタリア         | イタリア         | イタリア         | イタリア         | リーグ戦         | リーグ戦                    | イタリア杯       | イタリア杯       | オープン杯       | オープン杯       | 期間通算         | 期間通算         |
| 1998-99          | カリアリ         | 9                | セリエA          | 13               | 7                           |                  |                  |                  |                  |                  |                  |
| 1999-00          | カリアリ         | 9                | セリエA          | 27               | 8                           |                  |                  |                  |                  |                  |                  |
| 2000-01          | パルマ           | 70               | セリエA          | 20               | 5                           |                  |                  |                  |                  |                  |                  |
| 2001-02          | パルマ           | 70               | セリエA          | 4                | 0                           |                  |                  |                  |                  |                  |                  |
| イングランド     | イングランド     | イングランド     | イングランド     | リーグ戦         | リーグ戦                    | FLカップ         | FLカップ         | FAカップ         | FAカップ         | 期間通算         | 期間通算         |
| 2001-02          | サンダーランド   | 7                | プレミア         | 9                | 1                           |                  |                  |                  |                  |                  |                  |
| リビア           | リビア           | リビア           | リビア           | リーグ戦         | リーグ戦                    | リーグ杯         | リーグ杯         | オープン杯       | オープン杯       | 期間通算         | 期間通算         |
| 2002-03          | アル・イテハド   |                  |                  | 28               | 12                          |                  |                  |                  |                  |                  |                  |
| 日本             | 日本             | 日本             | 日本             | リーグ戦         | リーグ戦                    | リーグ杯         | リーグ杯         | 天皇杯           | 天皇杯           | 期間通算         | 期間通算         |
| 2003             | 東京V            | 9                | J1               | 23               | 13                          | 3                | 3                | 3                | 0                | 29               | 16               |
| 2004             | 東京V            | 9                | J1               | 12               | 4                           | 5                | 4                | -                | -                | 17               | 8                |
| 2004             | 神戸             | 9                | J1               | 6                | 2                           | 0                | 0                | 0                | 0                | 6                | 2                |
| 2005             | 神戸             | 9                | J1               | 4                | 0                           | 0                | 0                | -                | -                | 4                | 0                |
| 通算             | フランス         | フランス         | アン             | 35               | 6\|\|\|\|\|\|\|\|\|\|\|\|   |                  |                  |                  |                  |                  |                  |
| 通算             | フランス         | フランス         | ドゥ             | 19               | 5\|\|\|\|\|\|\|\|\|\|\|\|   |                  |                  |                  |                  |                  |                  |
| 通算             | フランス         | フランス         | 全国             | 29               | 17\|\|\|\|\|\|\|\|\|\|\|\|  |                  |                  |                  |                  |                  |                  |
| 通算             | 日本             | 日本             | J1               | 79               | 48                          | 13               | 11               | 4                | 0                | 96               | 59               |
| 通算             | イタリア         | イタリア         | セリエA          | 64               | 20\|\|\|\|\|\|\|\|\|\|\|\|  |                  |                  |                  |                  |                  |                  |
| 通算             | イングランド     | イングランド     | プレミア         | 9                | 1\|\|\|\|\|\|\|\|\|\|\|\|   |                  |                  |                  |                  |                  |                  |
| 通算             | リビア           | リビア           |                  | 28               | 12\|\|\|\|\|\|\|\|\|\|\|\|  |                  |                  |                  |                  |                  |                  |
| 総通算           | 総通算           | 総通算           | 総通算           | 263              | 109\|\|\|\|\|\|\|\|\|\|\|\| |                  |                  |                  |                  |                  |                  |

- Jリーグ初出場・初得点 - 1997年4月12日 Jリーグ 1st第1節 vsベルマーレ平塚 (万博記念競技場)

## 代表歴

### 出場大会
- カメルーン代表
  - 1998 FIFAワールドカップ
  - 2002 FIFAワールドカップ

### 試合数
- 国際Aマッチ 55試合 32得点（1995年-2004年）[13]

| カメルーン代表 | 国際Aマッチ | 国際Aマッチ |
| 年             | 出場        | 得点        |
| -------------- | ----------- | ----------- |
| 1995           | 1           | 0           |
| 1996           | 1           | 0           |
| 1997           | 8           | 6           |
| 1998           | 8           | 1           |
| 1999           | 4           | 3           |
| 2000           | 9           | 9           |
| 2001           | 9           | 4           |
| 2002           | 10          | 5           |
| 2003           | 1           | 0           |
| 2004           | 4           | 4           |
| 通算           | 55          | 32          |

## 獲得タイトル

### クラブ
パリ・サンジェルマンFC
- クープ・ドゥ・フランス：1回（1994-95）
- クープ・ドゥ・ラ・リーグ：1回（1994-95）

FCメス
- クープ・ドゥ・ラ・リーグ：1回（1995-96）

### 代表
U-23カメルーン代表
- オリンピック（オーバーエイジ）：1回（2000年）

カメルーン代表
- アフリカネイションズカップ：2回（2000年、2002年）

### 個人
- 1997年　Jリーグ得点王、Jリーグベストイレブン (ガンバ大阪)
- 1997年　JOMOオールスターサッカー　MVP
- 2000年　アフリカ年間最優秀選手賞 (CAF)
- 2000年　BBCアフリカ年間最優秀サッカー選手賞
- 2002年　アフリカネイションズカップ　マリ大会得点王 (カメルーン代表)
- 2003年　JOMOオールスターサッカー　MVP
- 2004年　アフリカネイションズカップ　チュニジア大会得点王 (カメルーン代表)
- 2023年　J30ベストアウォーズ ベストゴール (ボレー/オーバーヘッド部門)